# Becet
Becet (francès Besset) és un municipi francès situat al departament de l'Arieja i a la regió d'Occitània.